# Ystwyth
Ystwyth – rzeka w walijskim hrabstwie Ceredigion. Jej długość wynosi około 33 km. Powierzchnia zlewni wynosi 193 km².
Ystwyth powstaje z połączenia kilku strumieni na zboczach wzgórza Plynlimon z Górach Kambryjskich, na granicy Ceredigion i Powys. Po około 8 km przepływa przez miejscowość Cwmystwyth, kolejnych 6 km przez Pont-rhyd-y-groes. Następnie przepływa przez Llanilar, Llanfarian oraz Rhydyfelin w majątku Trawsgoed. Uchodzi do zatoki Cardigan, będącej częścią Morza Irlandzkiego, w pobliżu Aberystwyth (które wzięło swoją nazwę od rzeki), łącząc się u ujścia z rzeką Rheidol.
Dolina Ystwyth była miejscem wydobywania m.in. ołowiu, cynku oraz srebra. Wydobycie rozpoczęło się w czasach rzymskich, a swój szczyt osiągnęło w XVIII wieku. Najbardziej znanymi kopalniami są Cwmystwyth Mines. Średnia długość życia pracowników wynosiła tam 32 lata ze względu na częste zatrucia ołowiem. Obecnie w dolinie rzeki nie prowadzi się wydobycia.